# Silnice II/176
Silnice II/176 je silnice II. třídy, která vede z Březnice do Starého Smolivce. Je dlouhá 16,4 km. Prochází dvěma kraji a dvěma okresy.

## Vedení silnice

### Středočeský kraj, okres Příbram
- Březnice (křiž. I/19)
- Bubovice (křiž. III/1761)
- Volenice (křiž. III/0198)
- Vacíkov
- Hvožďany (křiž. III/1762, III/1769, III/1763)

### Plzeňský kraj, okres Plzeň-jih
- Starý Smolivec (křiž. II/191, III/17723)